# Nowopawliwka (rejon krasnoperekopski)
Nowopawliwka (ukr. Новопавлівка, ros. Новопавловка, Nowopawłowka) – wieś na Ukrainie, w Autonomicznej Republice Krymu (de iure stanowiącej integralną część państwa ukraińskiego, w 2014 anektowanej przez Rosję i odtąd funkcjonującej jako Republika Krymu), w rejonie krasnoperekopskim. W 2021 liczyła 941 mieszkańców.